# Epipremnum amplissimum
Epipremnum amplissimum är en kallaväxtart som först beskrevs av Heinrich Wilhelm Schott, och fick sitt nu gällande namn av Adolf Engler. Epipremnum amplissimum ingår i släktet Epipremnum och familjen kallaväxter. Inga underarter finns listade.